# 187 Lamberta
187 Lamberta је астероид главног астероидног појаса са пречником од приближно 130,40 km.
Афел астероида је на удаљености од 3,377 астрономских јединица (АЈ) од Сунца, а перихел на 2,086 АЈ.
Ексцентрицитет орбите износи 0,236, инклинација (нагиб) орбите у односу на раван еклиптике 10,595 степени, а орбитални период износи 1649,577 дана (4,516 године).
Апсолутна магнитуда астероида је 8,16 а геометријски албедо 0,056.
Астероид је откривен 11. априла 1878. године.